# ジャックジャンヌ
『ジャックジャンヌ』（JACKJEANNE）は、ブロッコリーより2021年3月18日に発売されたNintendo Switch用ゲームソフト。

## 概要
『東京喰種トーキョーグール』などで知られる漫画家・石田スイが原作・キャラクターデザイン・シナリオ・全楽曲の作詞を担当している。シナリオは十和田シンと共同制作。ゲームそのものの構造としては乙女ゲームに近いが、公式サイトでは「友情努力勝利の青春群像劇」で、広く楽しめる作品であるとしている。
エンディングは主なキャラクターでは7人分、それぞれにノーマルエンド、グッドエンド、ベストエンドが存在する。

## あらすじ

### 入学
主人公・立花希佐は、演劇が好きな女の子。兄が通っていた歌劇の名門校「ユニヴェール歌劇学校」に興味を持っていたが、男性しか入学できないため諦めていた。しかし、突然現れた校長の計らいによって入学試験を受けるよう薦められる。試験の結果合格し、ユニヴェールへの入学が許可された。入学後、校長から在籍し続けるための条件として「女性であることがバレないこと」「他の生徒たちと良好な関係を築くこと」「学期末のユニヴェール公演で主演すること」の3つの条件が提示される。憧れのユニヴェールに居続けるために、希佐は研鑽を積むことを誓うのだった。

### 新人公演「不眠王」
新入生歓迎会での即興劇の模様をもとに、織巻寿々と希佐が新人公演の主演に抜擢される。演劇経験の少ない2人の起用に、鳳京二ら他の新入生から不満の声が漏れる中、練習が開始される。慣れない練習に戸惑いつつも、希佐は織巻・世長創司郎と協力しての練習、そして上級生の高科更文・睦実介・根地黒門・白田美ツ騎の指導の下、課題をこなしていく。そして迎えた公演当日、織巻の寝坊や、鳳が見せ場で台詞を忘れるなどのトラブルがあったものの、無事に劇は終了。湧き上がる歓声に、希佐は改めてユニヴェールの舞台に立てたことを実感するのだった。

### 夏公演「ウィークエンドレッスン」
夏公演からは上級生が本格的に合流して、一緒に劇を作り上げていくことになる。主演は上級生が取っていく中、希佐に与えられた役は睦実が演じる主役・ハセクラの部下の男性・ムカイ役だった。そこに、練習の見学に来たオニキスの組長・海堂岳信と、ロードナイトの組長・忍成司が、ジャックを演じる希佐を勿体ないとして、希佐が個人賞を取れなければ転科させるという約束を勝手に結ばされてしまう。プレッシャーがかかる中、普段から男らしい織巻やジャックエースとしての風格を見せる睦実と比較して、女性である自分にはジャックを演じることにハンデがあるのではないかと希佐は思い悩む。

### 夏休み
ユニヴェール歌劇学校の夏休みは7月27日から8月31日までとなる。クォーツクラスでは8月10日から8月16日に一週間、海堂の実家が経営するリゾートホテルでの夏合宿が行われることになる。アンバー以外のクラス、オニキス、ロードナイトでも夏合宿が行われ、3クラスそろってホテルでの合宿となった。演技の稽古やレクリエーションなどを通じて、希佐は仲間たちとの絆を順調に深めていく。そして夏休み最終日、海外公演を終えたアンバーのユニヴェール凱旋記念公演が行われる。そこで、アンバーの至宝・田中右宙為の演技に圧倒されるユニヴェール一年生。アンバーへの称賛が止まない中、秋公演の練習がスタートする。

### 秋公演「メアリー・ジェーン」
秋公演の配役発表で、希佐と織巻は主人公の敵役となるコンビの役を与えられるが、世長はアンサンブル・キャストに追いやられてしまう。アルジャンヌとして華を見せつける高科に圧倒されつつも、何とか食らいつく織巻や希佐。そんな姿を見て諦めの気持ちになった世長と、それを理解できない織巻が衝突する。上級生のフォローによって、何とか関係を修復したのも束の間、織巻が殺陣の練習中に足の怪我を再発してしまう。そして織巻が自分の代役に指名したのは、世長だった。

### 冬公演「オー・ラマ・ハヴェンナ」
「冬公演でのクラス優勝は捨てる」という根地の宣言通り、その配役は意外性に富んでいた。主役は白田と希佐。二人でのダブルアルジャンヌ体制となる。また、クォーツの顔であるアルジャンヌ、高科のジャック起用。織巻と世長はそれぞれ自身の性格とは対と言えるほど真逆の役。さらに高科のパートナーを務めていたジャックエース、睦実が端役にあてがわれるという波乱に次ぐ波乱の中、練習が開始。慣れない役に全員が苦戦する中、希佐は根地から「アルジャンヌを演じるうえで一番大事なものが欠けている」と告げられる。それは「女性として演じること」そのものだった。しかし、普段から女性であることを隠して学園生活を送っている希佐には酷な課題だと江西から指摘される。一方、もう一人のアルジャンヌである白田も、今まで経験したことのない重責に耐え切れずにいた。

## 登場人物

### クォーツ
立花 希佐（たちばな きさ）
声 - 寺崎裕香
本作の主人公（下の名前のみ変更可能）。ユニヴェール歌劇学校78期生。兄の立花継希（たちばな つき、声 - 寺崎裕香）とともに小学校時代に神社で行っていた「演劇ごっこ」から演劇の世界に憧れていた。
しかし、継希の失踪と家の借金が重なり、中学校卒業後は就職を考えていた。そこに訪れた中座にユニヴェールへの入学を薦められ、入学試験を受けることになる。試験に合格し、女性であることを隠すことなどを条件に入学を認められる。
類まれな演劇のセンスを持ちつつ、周囲を気遣い手を差し伸べる優しい性格で、学校関係者の心をつかんでいく。
織巻 寿々（おりまき すず）
声 - 内田雄馬
ユニヴェール歌劇学校78期生。明るく社交的な性格で、入学試験で初対面の希佐に対して気さくに話しかけた。演劇初心者で、本人曰く合格者の中では最下位の成績で入学したとのこと。
中学時代は剣道部に所属していたが、足の怪我により断念。そんな時に立花継希の舞台を見たことがきっかけで、ユニヴェールへの入学を志した。
世長 創司郎（よなが そうしろう）
声 - 佐藤元
ユニヴェール歌劇学校78期生。希佐の幼馴染で、前述の「演劇ごっこ」にも参加していた。中学時代に転校した後、ユニヴェールで主人公と再会する。希佐の入学の経緯について最初から知っており、滞りなく学園生活が送れるようサポートする。
ジャック（男役）志望だったが、新人公演・夏公演ではジャンヌ（女役）に抜擢。良い結果を残すことができず苦戦していたが、秋公演で怪我をした織巻の代役として希佐の相棒役を任されたことをきっかけに才能が開花し始める。
白田美ツ騎（しろた みつき）
声 - 梶原岳人
ユニヴェール歌劇学校77期生。クォーツのトレゾール（歌姫）と称されるほどに歌唱のレベルは高い。だが個人賞に興味がないため、歌以外の稽古は手を抜いている。他人との交流をあまり好まないが、個人に対する洞察力は高い。主人公たちとの交流を通して、徐々に先輩としての自覚が芽生えていく。
親との反りが合わず、自らの強みの歌を生かしつつ自立できる環境を探していたのがユニヴェール入学のきっかけ。
高科 更文（たかしな さらふみ）
声 - 近藤孝行
ユニヴェール歌劇学校76期生。入学以来クォーツのアルジャンヌ（主演女役）を任されており、個人賞の学年1位を取り続けている。
実家は日本舞踊の家元。伝統ばかりを重んじる姿勢に疑問を感じ、一人立ちして自由なユニヴェールに進学した。継希が在学している時のパートナーとして、互いに信頼し合って舞台に立っていた。
睦実 介（むつみ かい）
声 - 笠間淳
ユニヴェール歌劇学校76期生。クォーツのジャックエース（主演男役）だが、高科を輝かせるための「器」としての意識が強い。
寡黙な性格だが後輩の指導には力を入れている。そのせいで自分のことが疎かになってしまう面も垣間見える。
根地 黒門（ねじ こくと）
声 - 岸尾だいすけ
ユニヴェール歌劇学校76期生。2年生の秋にアンバーから転科してきた。クォーツの組長を務める傍ら、クォーツの舞台の脚本執筆・演出・衣装デザインなども手掛ける天才。
お調子者でやや自分本位な性格。人の気持ちを推し量ることも苦手で、一人でどんどん先行して周囲を振り回すこともしばしば。
鳳 京士（おおとり きょうじ）
声 - 室元気
ユニヴェール歌劇学校78期生。クォーツの首席として入学したため、他のクォーツ1年生を見下している。
演技の実力は確かだが、新人公演の時点では個人主義が目立ち、協力して練習する希佐たちに苦言を呈していた。

### オニキス
海堂 岳信（かいどう だけしん）
声 - 濱野大輝
ユニヴェール歌劇学校76期生。オニキスの組長でジャックエースを務めている。大企業・海堂グループの御曹司であり、統率力を養うために自由度の高いユニヴェールに入学した。
菅知 聖治（すがち きよはる）
声 - 植木慎英
ユニヴェール歌劇学校77期生。オニキスのアルジャンヌ。関西弁が特徴。普段は大人しく口数が少ない。海堂を心から慕っており、海堂を輝かせる「器」としての自覚が強い。
加斎 中（かさい あたる）
声 - 小野将夢
ユニヴェール歌劇学校78期生。中学からユニヴェールを目指し始めたが、成績2位で合格したという優等生。世長の中学校時代の同窓生だが、世長のことは覚えていなかった。
希佐の演技を高く評価しており、いつか自身のパートナーにしたいと思っている。
長山 登一（ながやま といち）
声 - 石谷春貴
ユニヴェール歌劇学校78期生。生真面目な性格のため、軽い性格の加斎やダンテをよく諫めている。
ダンテ 軍平（だんて ぐんぺい）
声 - 興津和幸
ユニヴェール歌劇学校78期生。中東系の父親と日本人の母親のハーフ。軟派な性格で、希佐のことを可愛いという理由でよくアプローチを試みている。

### ロードナイト
忍成 司（おしなり つかさ）
声 - 山下大輝
ユニヴェール歌劇学校76期生。ロードナイトの組長で、アルジャンヌ・トレゾールを兼任。おっとりとした性格。
御法川 基絃（みのりかわ きいと）
声 - 鈴木崚汰
ユニヴェール歌劇学校77期生。ロードナイトのジャックエース。司から組長の補佐も任されており、全てにおいてそつなくこなす。稽古をサボりがちな後輩や、のんびりしている司に手を焼いている苦労人。
忍成 稀（おしなり まれ）
声 - 草野太一
ユニヴェール歌劇学校78期生。司の弟で本名は豪稀（ごうき）。稽古よりも遊ぶことが好きで、希佐に対しても積極的に遊びに誘ってくる。
宇城 由樹（うしろ ゆき）
声 - 永塚拓馬
ユニヴェール歌劇学校78期生。稀の友達で、よく一緒に遊んでいる。
鳥牧 英太（とりまき えいた）
ユニヴェール歌劇学校78期生。稀の友達で、よく一緒に遊んでいる。舞台以外では常にマスクをしており、口数が少ないため、唯一キャラクターボイスがあてられていない。
一ノ前 衣音（いちのまえ いおん）
声 - 広瀬裕也
ユニヴェール歌劇学校77期生。ロードナイトのトレゾールを自称している。ユニヴェールの舞台で歌われる歌曲を網羅・収集しており、新人公演の歌の練習をしていた希佐に目をつけ、公演前の練習という名目で先取りして歌を聞こうとする。
休日に衣音と会うことで、公演パートでの音楽ゲームの練習ができる。

### アンバー
田中右 宙為（たなかみぎ ちゅうい）
声 - 神尾晋一郎
ユニヴェール歌劇学校77期生。アンバーのジャックエース。ズバ抜けた才能を持ち合わせており、2年生ながら組長を任されている。彼一人にアンバーの舞台の出来が左右されるため、彼の意向には担任教師すら逆らえない。本人としては自分が納得のできる演技ができればそれで良く、他人についてはあまり興味がない。
自分の才能を受け止められる「透明な器」を求めており、希佐にそれを見出してからは強い関心を寄せていく。
百無 客人（ももなし かくと）
声 - 花江夏樹
ユニヴェール歌劇学校78期生。学年首席の成績で入学した。冷静な性格で、いつも笑みを絶やさない。
紙屋 写（かみや うつり）
声 - 村瀬歩
ユニヴェール歌劇学校78期生。直情的かつ嫌味な性格で、田中右の興味を引く希佐のことを強く嫌っている。

### 教員
中座 秋吏（ちゅうざ しゅうり）
声 - 子安武人
ユニヴェール歌劇学校の校長。18代目玉坂座比女彦を襲名している。希佐が女性であることを知りつつ、新しい流れを作りたいという理由で入学を薦めた。
江西 録朗（えにし ろくろう）
声 - 梅原裕一郎
ユニヴェール歌劇学校の演技講師で、クォーツの担任。希佐が女性であることを知る人物の一人だが、それを全く気取らせない。
クラス方針については根地にほぼ任せているが、いざという時は生徒のことを気にかけている。特に希佐については、希佐の秘密を知っているからこそできるアドバイスを与えることもある。
長山 山門（ながやま やまと）
声 - 竹内良太
ユニヴェール歌劇学校のダンス講師で、オニキスの担任。情熱的な性格。専門はコンテンポラリー・ダンスだが、あらゆる踊りに対しての造詣が深い。長山登一の兄で、顔がそっくり。
丹頂 ミドリ（たんちょう みどり）
声 - 七海ひろき
ユニヴェール歌劇学校の歌唱講師で、ロードナイトの担任。キラキラのスーツと背中に大きな黒羽を背負っているため、とても目立つ。担任ではない生徒に対しても歌唱に関しては目をかけている。
箍子 数弥（たがね かずや）
声 - 中田譲治
ユニヴェール歌劇学校の座学講師で、アンバーの担任。田中右の才能を見出し、彼の能力が最大限生かせるよう様々な配慮をしている。

### その他
茜 あお（あかね あお）
声 - 岡咲美保
主人公の中学生時代からの親友。玉坂座やユニヴェール歌劇のファン。公演に通いやすいという理由で、玉坂市に隣接する絢浜市の聖アガタ女学院に入学した。希佐の事情について知ったうえで、心から応援している。
茂成 秀吾（もなり しゅうご）
声 - 津田健次郎
玉坂市内で、演劇のワークショップを実施している「モナ・スタースクール」の塾長。「モナ」という呼称を気に入っている。
ユニヴェール歌劇学校のOBで、授業のペースについていけなくなったユニヴェール生を支援する目的でスクールを始めた。
安西 アキカ（あんざい あきか）
声 - 日笠陽子
モナ・スタースクールで受付を担当している女性。バレエの経験を活かし、モナがいないときの臨時講師を務めることもある。
オナカ
声 - 貫井柚佳
ユニヴェールの裏手の山に生息するイタチ。腹に三日月の模様があるところから睦実が命名した。

## 関連商品

### 書籍
- 石田スイ『ジャックジャンヌ Complete Collection -sui ishida works-』集英社、2021年4月19日発売[5]、ISBN 978-4-08-792743-6
- 石田スイ（原作・イラスト）・十和田シン（小説）『ジャックジャンヌ【-夏劇-】』集英社〈ジャンプ ジェイ ブックス〉、2021年4月19日発売[6]、ISBN 978-4-08-703509-4
- 石田スイ（原作・イラスト）・十和田シン（小説）『ジャックジャンヌ ユニヴェール歌劇学校と月の道しるべ』集英社〈ジャンプ ジェイ ブックス〉、2022年11月17日発売[7]、ISBN 978-4-08-703526-1
- 石田スイ（原作・イラスト）・十和田シン（小説）『ジャックジャンヌ 七つ風』集英社〈ジャンプ ジェイ ブックス〉、2024年6月19日発売[8]、ISBN 978-4-08-703546-9
- 石田スイ（原作・イラスト）・十和田シン（小説）『ジャックジャンヌ 玉阪の光跡』集英社〈ジャンプ ジェイ ブックス〉、2025年4月17日発売[9]、ISBN 978-4-08-703558-2

### CD
- ジャックジャンヌ VOCAL COLLECTION（b-sound）2021年9月18日発売、BRCA-1198/200

## 漫画
2022年7月22日、本作を題材とした『PUPPET』が「となりのヤングジャンプ」（集英社）にて読み切りとして公開された。原作やキャラクターデザイン、シナリオ、イラストなどを担当した石田スイが執筆。「アンバー」をメインに描かれた内容となっている。同作は同年7月より岡山県のイオンモール岡山5階のおかやま未来ホールにて開催された「石田スイ展［東京喰種 → JACKJEANNE］」や、同年9月22日発売の『週刊ヤングジャンプ』（同）43号でも発表。2024年12月4日、同じく本作を題材とした『PARSLEY』を石田が執筆し、同サイトにて読み切りとして公開された。自身を「“添えもん”側の人間」と考える菅知聖治をメインに描かれた内容である。
2作の読み切りと新たに描きおろされた『PECKER』が収録された単行本が2025年4月17日に発売された。YouTubeの「ヤンジャン漫画TV」にてボイスコミックが公開され、『PARSLEY』の内容が描かれている。キャストはゲームと同様。同年4月18日発売と5月19日発売の『ウルトラジャンプ』（同社）5月号、6月号には『DUCKWEED』が前後編で掲載された。同作は石田の同誌初登場作品となっている。
- 石田スイ『ジャックジャンヌ FOLIAGE〜アンバー・オニキス〜』集英社〈ヤングジャンプ コミックス〉、2025年4月17日発売[13]、ISBN 978-4-08-893685-7